# Martin Misiedjan
Martin Misiedjan is een Surinaams jurist en politicus. Als jurist is hij gespecialiseerd in de rechten van Surinaamse inheemsen en marrons. Van 2010 tot 2012 was hij minister van Justitie en Politie.

## Biografie
Misiedjan is een jurist die gespecialiseerd is in mensenrechten, met name die van Surinaamse inheemsen en marrons voor wie hij zich als advocaat inzet. Hij is een belijder van het rastageloof en draagt dreadlocks.
Nadat Ronnie Brunswijk (ABOP, als onderdeel van de A-Combinatie) in 2010 vijf juristen van marron-komaf naar voren schoof als kandidaat voor het ministerschap van Justitie en Politie, koos president Bouterse voor Misiedjan. Hij was later aangetreden dan de andere ministers, omdat de eerst beoogde kandidaat niet door het antecedentenonderzoek was heengekomen. Daarom volgde hij niet Chan Santokhi maar waarnemend minister Lamuré Latour op, de nieuw-aangetreden minister van Defensie.
Tijdens zijn ministerschap werd hij minimaal twee maal opgenomen in het ziekenhuis. In 2012 liet hij via De Ware Tijd zijn ongenoegen over de moraal in Suriname weten, waarop de krant kopte: "Justitieminister Martin Misiedjan: Haast iedereen doet aan omkoping en corruptie in Suriname."
In mei 2012 vond een reshuffle plaats, oftewel een kabinetsherschikking. Ook Misiedjan werd vervangen; hij werd opgevolgd door Edward Belfort. De opdracht tot zijn vervanging kwam echter niet van Bouterse (NDP) die het nog wel met hem zag zitten, maar van partijleider Brunswijk (ABOP). In aanloop naar de verkiezingen van 2015 stapte Misiedjan over van de ABOP naar de NDP.
In december 2013 kwam de ex-minister in het nieuws, toen hij zijn voormalige dienstwapen trok voor de inrit van zijn woning. Daar was hij in een woordenwisseling terechtgekomen met een beschonken bestuurder die daar zijn auto wilde keren. In december kwam hij opnieuw om zijn dienstwapen in het nieuws, die hij toen nog steeds niet had ingeleverd. Toen loste hij een schot nadat hij door een automobilist werd aangereden op de Latourweg. De politie nam hierna zijn wapen in beslag in verband met het onderzoek.
Tijdens de verkiezingen van 2025 stond hij op nummer 29 van de lijst van de NDP.